# Eubleekeria kupanensis
Eubleekeria kupanensis is een straalvinnige vissensoort uit de familie van ponyvissen (Leiognathidae). De wetenschappelijke naam van de soort is voor het eerst geldig gepubliceerd in 2005 door Kimura & Peristiwady.